# Rafaīl Koumentakīs
Rafail Koumentakis (in greco Ραφαήλ Κουμεντάκης?; Salonicco, 5 maggio 1993) è un pallavolista greco, schiacciatore dell'Olympiakos.

## Carriera

### Club
La carriera professionistica di Rafaīl Koumentakīs inizia nell'Ethnikos Alexandroupolīs, formazione militante nel massimo campionato greco. Dalla stagione 2013-14 gioca in Italia nella Porto Robur Costa, società ravennate militante in Serie A1, dove resta per tre annate.
Nella stagione 2016-17 passa al Cuprum Lubin, militante nella Polska Liga Siatkówki polacca, mentre nella stagione successiva veste la maglia del club francese del Nantes, in Ligue A: tuttavia a campionato in corso viene ceduto al PAOK, col quale conquista la Coppa di Grecia, venendo premiato come MVP del torneo. 
Nel campionato 2018-19 è ancora nella massima divisione greca, difendendo i colori dell'Olympiakos, col quale in due annate conquista uno scudetto e una Coppa di Lega. Torna quindi in forza al PAOK nella stagione 2020-21: resta legato al club di Salonicco per un biennio, aggiudicandosi una Coppa di Grecia, manifestazione di cui viene nominato miglior giocatore, prima di tornare a difendere i colori dell'Olympiakos nell'annata 2022-23, con cui si aggiudica una Challenge Cup, due scudetti, una coppa nazionale, una Coppa di Lega e una Supercoppa greca.

### Nazionale
Entra a far parte della selezione juniores della nazionale greca, con la quale conquista la medaglia d'argento nel Campionato BVA di categoria nel 2012.
Nel 2012 entra a far parte anche della nazionale maggiore, con la quale vince la medaglia d'argento all'European League 2014

## Palmarès

### Club
- Campionato greco: 3

2018-19, 2022-23, 2023-24
- Coppa di Grecia: 3

2017-18, 2021-22, 2023-24
- Supercoppa greca: 1

2024
- Coppa di Lega: 2

2018-19, 2024-25
- Challenge Cup: 1

2022-23

### Nazionale (competizioni minori)
- Campionato BVA juniores 2012
- European League 2014

### Premi individuali
- 2018 - Coppa di Grecia: MVP
- 2022 - Coppa di Grecia: MVP